# وحدة التخاطب واللغة في نوفيلد
وحدة التخاطب واللغة في نوفيلد هي وحدة طبية حققت شهرة دولية بفضل جدارتها في توفير العلاج المكثف للأطفال الذين يعانون من اضطرابات الكلام واللغة. ومن هذه الاضطرابات على وجه الخصوص:
- خلل الأداء اللفظي التنموي
- عسر التلفظ
- خلل الأداء الشفهي
- اضطرابات اللغة الحادة
- اضطرابات اللغة الاستقبالية الحادة

يمكن أن تقبل الوحدة الأطفال من سن أصغر من أربعة أعوام، ممن لا يمكنهم القبول في نطاق التعليم العام والاستمرار فيه بدون الخضوع لعلاج محترف.
وتديرها مؤسسة رويال فري هامستيد إن إتش إس ترست.

## معلومات تاريخية

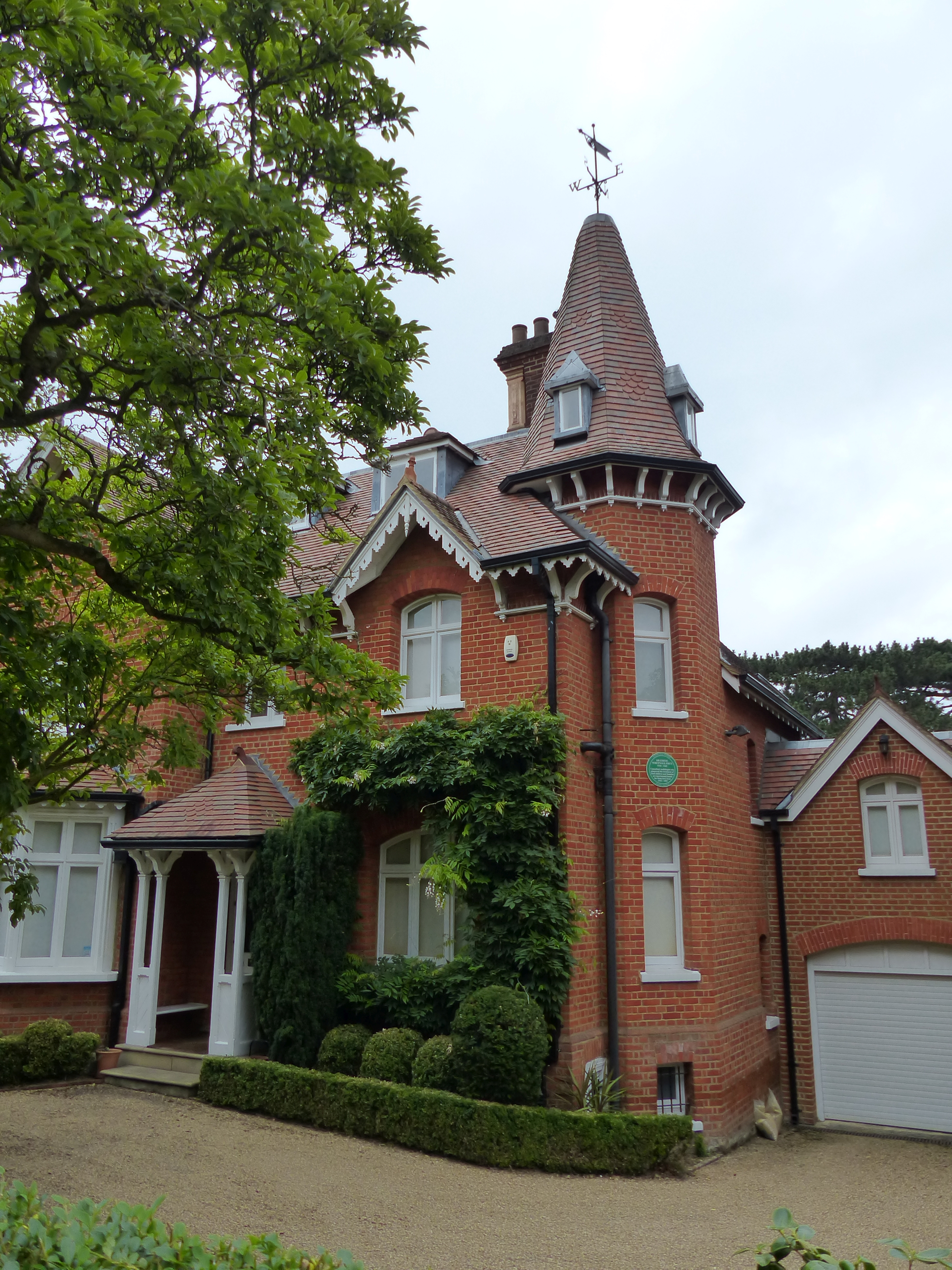
منزل الدكتورة إيديث ويتنال، 8 كاسلبار هيل، إيلينغ، لندن

في الأساس، بدأت الوحدة في العمل كمستشفى للأطفال الصم وذلك في أوائل العقد السادس من القرن العشرين. ونظرًا لأن مشكلات السمع قد أصبح من السهل تشخيصها مبكرًا من خلال توفير طرق فحص أفضل وأكثر دقة توسع في استخدامها الخبراء أو الاختصاصيون بالوحدة لتتضمن اضطرابات الكلام واللغة. وحتى لا يتأخر الأطفال دراسيًا عن أقرانهم ممن يداومون على الحضور في المدارس العادية، قامت الوحدة عندئذٍ بتضمين منهج تعليمي بحيث يسهّل على الأطفال الانتقال إلى التعليم العام.
وقد أصبحت الوحدة بعد ذلك جزءًا من مستشفى رويال ناشيونال لأمراض الأنف والأذن والحنجرة.
وقد تابعت الوحدة تطوير برنامج خلل الأداء في مركز نوفيلد  الذي نشر لأول مرة في عام 1985 واستمر استخدامه حول العالم بواسطة المعالجين من المتحدثين باللغة الإنجليزية.
وعلاوةً على ذلك، تم استخدام النسخة السويدية المسماة براكسيس، وفي عام 2008، تم توفيره باللغة الدنماركية،
تم إبراز الوحدة بشكل متميز في أحد أفلام بي بي سي الوثائقية في 13 مايو، 1993، بعنوان صمت الأطفال (The Silence of The Children).
تقع الوحدة في منطقة كاسل بار في لندن. انظر خرائط جوجل
وقد عقدت مستشفى رويال فري مؤتمرًا عامًا  عن مستقبل وحدة التخاطب واللغة في نوفيلد، وقد أضحى هذا الأمر موضوعًا للمناقشة في مجلس العموم.